# Ciro Bustos
Ciro Roberto Bustos Marcos, né le 29 mars 1932 et mort le 1er janvier 2017, plus connu sous le nom de Ciro Bustos, est un peintre argentin qui a participé à divers mouvements de guérilla en Argentine et en Bolivie dans les années 1960. Il a été accusé d'avoir fourni à l'armée bolivienne et à la CIA des informations qui leur auraient permis de localiser et d'écraser les forces de Che Guevara, bien que Ciro Bustos ait toujours nié cette accusation.

## Armée de guérilla populaire
Bustos a étudié à l'École des Beaux-Arts de l'Université nationale de Cuyo. Il a voyagé à Cuba en 1961, attiré par la Révolution cubaine qui venait de mettre fin à le dictature de Fulgencio Batista. Il noue une amitié étroite avec Alberto Granado, ce qui lui permet d'entrer en contact pour la première fois avec Ernesto « Che » Guevara, qui, en 1962, projetait de lancer une guérilla en Argentine afin d'internationaliser la révolution cubaine, ou propager la révolution communiste… la révolution cubaine était déjà internationalisée, parmi les combatant on ne retrouve pas que des Cubains. Ciro Bustos avait notamment participé à la bataille de la baie des Cochons l'année précédente.
Bustos a rejoint l'organisation de guérilla L'Armée de guérilla populaire (EGP), qui, sous les ordres de Jorge Masetti, s'est installée en 1963 dans une région de la province de Salta, en Argentine, près de la frontière bolivienne et a reçu l'ordre d'établir un réseau de soutien dans différentes provinces boliviennes. Les désertions, les luttes internes, les conditions géographiques difficiles d'une zone aussi éloignée et rurale et les opérations de la gendarmerie nationale argentine ont entraîné l'échec du projet en 1964. Bustos réussit à échapper aux forces de sécurité et s'enfuit en Uruguay, où il vécut en cachette, sans toutefois perdre contact avec Guevara ni avec les prisonniers de l'EGP, auxquels il apportait de l'aide.

## Campagne de Bolivie
Après ce premier échec, Guevara forme un nouveau mouvement de guérilla qui s'établit à Ñancahuazú, en Bolivie, et qui est connu sous le nom d'Ejército de Liberación Nacional de Bolivia (ELN) ou Guerrilla de Ñancahuazú . Ce groupe a commencé à opérer à la mi-1966 dans une zone du sud du département de Santa Cruz, sur ordre de Guevara et sous son commandement direct à partir de novembre de la même année, avec l'objectif de prendre le pouvoir. La Bolivie était gouvernée par la dictature imposée par le général de l' armée de l'air bolivienne René Barrientos après avoir renversé le président élu Víctor Paz Estenssoro, lors du coup d'État du 4 novembre 1964.
Fin 1966, Guevara sollicita à nouveau la collaboration de Bustos, qui se retrouva à La Paz avec Régis Debray, journaliste et écrivain marxiste français, et ensemble ils se rendirent à Ñancahuazú, où Guevara ordonna à Bustos d'établir un réseau de soutien en Argentine  et de recruter des personnes alignées sur l'idéologie marxiste.
Le 20 avril 1967, Bustos, Régis Debray et le journaliste anglais George Andrew Roth furent arrêtés par une patrouille de l'armée bolivienne dans la ville de Muyupampa. Ils furent ensuite soumis à des interrogatoires et à la torture avec l'aide de membres de la CIA. Lors des interrogatoires, Ciro Bustos a notamment dû réaliser des dessins du Che pour authentifier son identité, sous la pression des autorités qui le menaçaient notamment de représailles sur sa famille. Bustos aurait choisi de parler, car il savait que les autorités boliviennes disposaient déjà des informations qu'il livrait, et pour protéger la filière argentine de la guerilla. Le 16 octobre 1962, il fut jugé et condamné à trente ans de prison, dont il n'en purgea que quatre avant d'être amnistié en 1970 par le président Juan José Torres. 

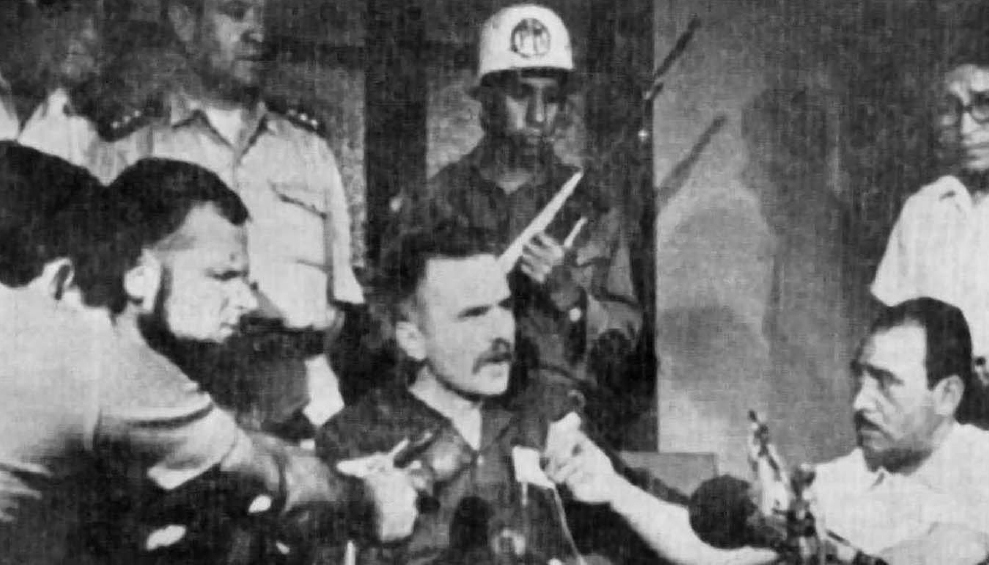
Régis Debray dénonce sa condamnation à trente ans de prison

Bustos a continué à vivre clandestinement dans la province de Mendoza, sous les menaces de mort constantes de l'organisation d'extrême droite Triple A. En 1976, il a demandé et obtenu l'asile politique en Suède, se consacrant désormais à la peinture. Il est décédé à l'âge de 84 ans des suites d'un arrêt cardiaque.

## Implication dans l'arrestation de Che Guevara
Certains témoignages, parmi lesquelles ceux de Jorge Castañeda Gutman et du Français Pierre Kalfon, accusent Bustos d'avoir trop parlé, ce qui aurait entraîné la chute de Guevara.
Bustos a toujours soutenu que ni lui ni Debray n'avaient été soumis à la torture parce que ce n'était pas nécessaire car, lorsqu'ils ont été capturés, l'armée bolivienne était parfaitement au courant de l'existence du groupe de guérilla ELN, de l'emplacement de ses campements et que Guevara était à sa tête.
En Bolivie, les officiers qui ont participé aux actions ont confirmé qu'il n'était pas nécessaire que les détenus confirment que le commandant Ramón était le Che parce qu'ils le savaient déjà.
Le documentaire Sacrificio - ¿Quién traicionó al Che Guevara? , produit en Suède en 2001 et réalisé par Erik Gandini, va dans le même sens avec des interviews du général bolivien à la retraite, Gary Prado (le principal auteur de la capture du Che), et de l'ex-agent de la CIA Félix Rodríguez, qui ont confirmé qu'ils n'avaient pas besoin des informations que Bustos et Debray auraient pu fournir pendant leur captivité et qu'ils n'avaient pas non plus besoin des célèbres dessins de Guevara, réalisés par Bustos pendant son interrogatoire, pour confirmer que c'était Guevara lui-même qui était à la tête du mouvement de guérilla de Santa Cruz.